# Limnogramma mira
Limnogramma mira là một loài côn trùng trong họ Kalligrammatidae thuộc bộ Neuroptera. Loài này được Ren miêu tả năm 2003.